# Ludwig Faigl

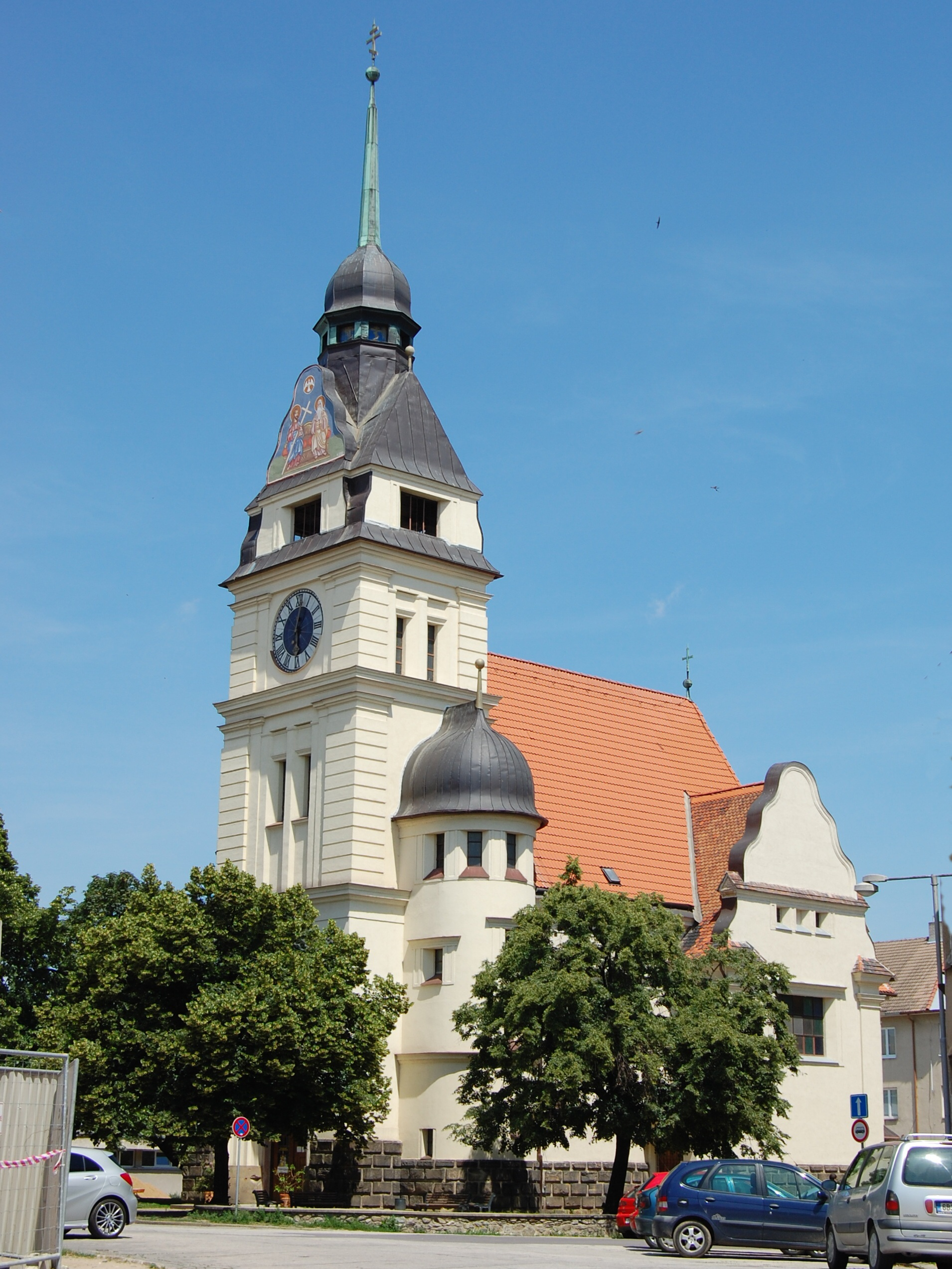
Evangelische Kirche in Znaim

Ludwig Faigl (* 30. Juli 1874 in Brünn; † 29. Oktober 1914 in Halič) war ein österreichischer Architekt.
Faigl arbeitete zunächst im Wiener Architekturbüro von Franz von Neumann jr., mit dem zusammen er 1904–1905 das Volksheim Ottakring ausführte. Zusammen mit Karl Troll gewann Faigl 1904 den Wettbewerb für den Neubau der Christuskirche in Mährisch Ostrau, den er bis 1907 ausführte, im Anschluss daran errichtete er 1910–1911 als ersten selbständigen Kirchenbau die evangelische Stadtkirche in Znaim. 1910–1911 baute er für den Immobilienbesitzer Karl Kraus in Mährisch Ostrau vier Wohnblöcke mit Mehrfamilienhäusern in der nach dem städtebaulichen Konzept seines älteren Bruders Ignatz Faigl angelegten Kraus-Kolonie sowie 1912 ein Geschäfts- und Wohngebäude am damaligen Franz-Josephs-Platz in Mährisch Ostrau.
Zu Beginn des Ersten Weltkriegs wurde Faigl zum Militärdienst eingezogen und fiel vierzigjährig bei einem Militäreinsatz.